# Paseo de la Feria
El paseo de la Feria o paseo Ferial es uno de los paseos más emblemáticos de la ciudad española de Albacete. Es una gran explanada alargada peatonal con forma triangular y gran anchura de 600 metros de longitud con el vértice superior al este, en la calle Feria, y la base al oeste, en la avenida Arquitecto Julio Carrilero.
Es uno de los escenarios principales en los que se desarrolla la Feria de Albacete, declarada de Interés Turístico Internacional, que tiene lugar del 7 al 17 de septiembre. También destacan las Tascas de la Feria, que durante la primavera y el verano ocupan la mitad norte del paseo, al oeste, donde se degustan los típicos caracoles.

## Historia y lugares de interés
El vértice superior del paseo de la Feria, al este, es la escultura Escudo de Albacete. A escasos metros, en el mismo tramo, se encuentra el Molino de la Feria, uno de los monumentos más representativos de la ciudad, inaugurado en 1979. En realidad, se trata de dos molinos unidos por una noria, y es uno de los lugares de encuentro más famosos de la capital, especialmente durante la Feria de Albacete. La fuerza del agua de su fuente mueve la noria, y tiene dos banderas en su parte superior: la de la ciudad de Albacete y la de Castilla-La Mancha.

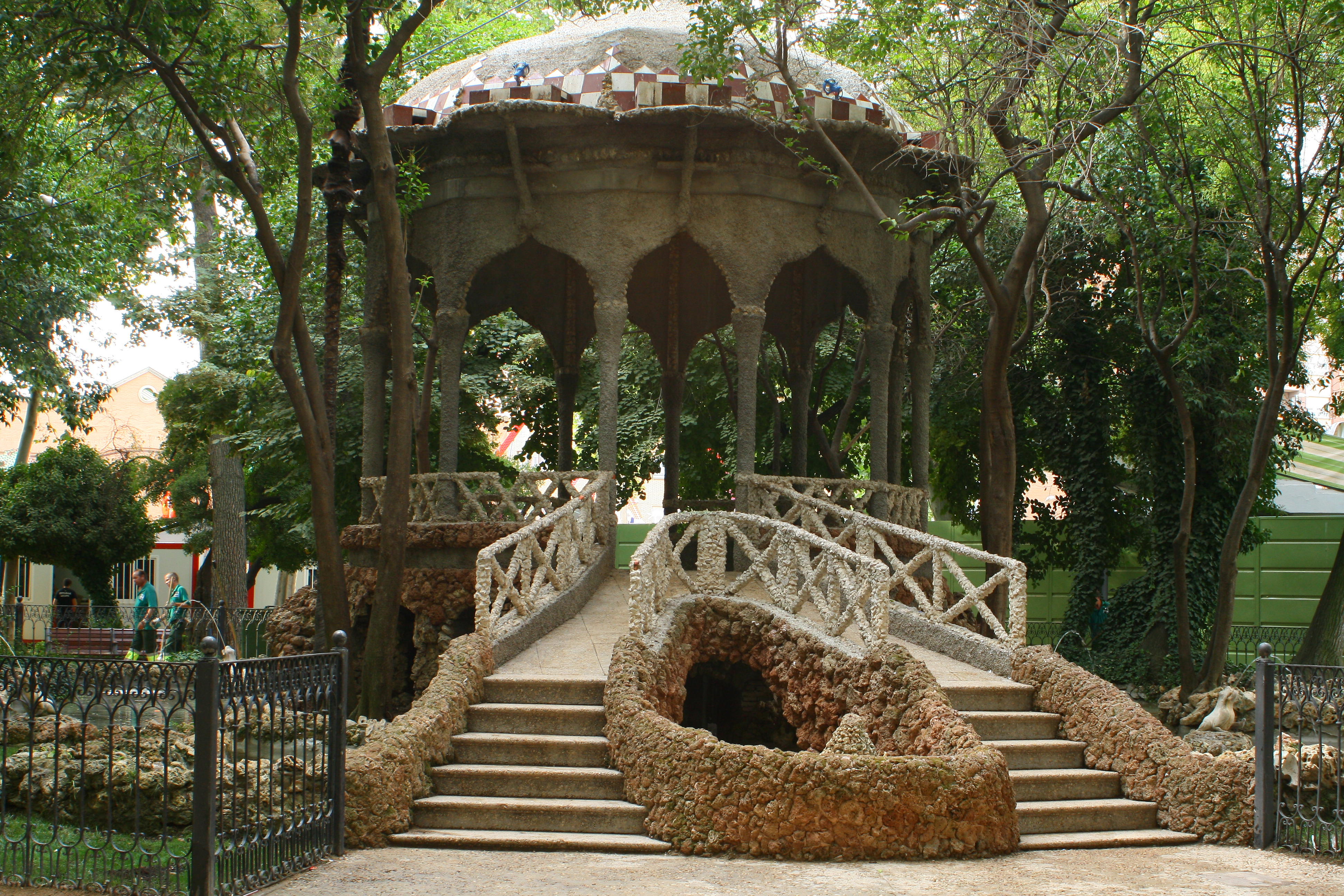
Templete del parque de los Jardinillos

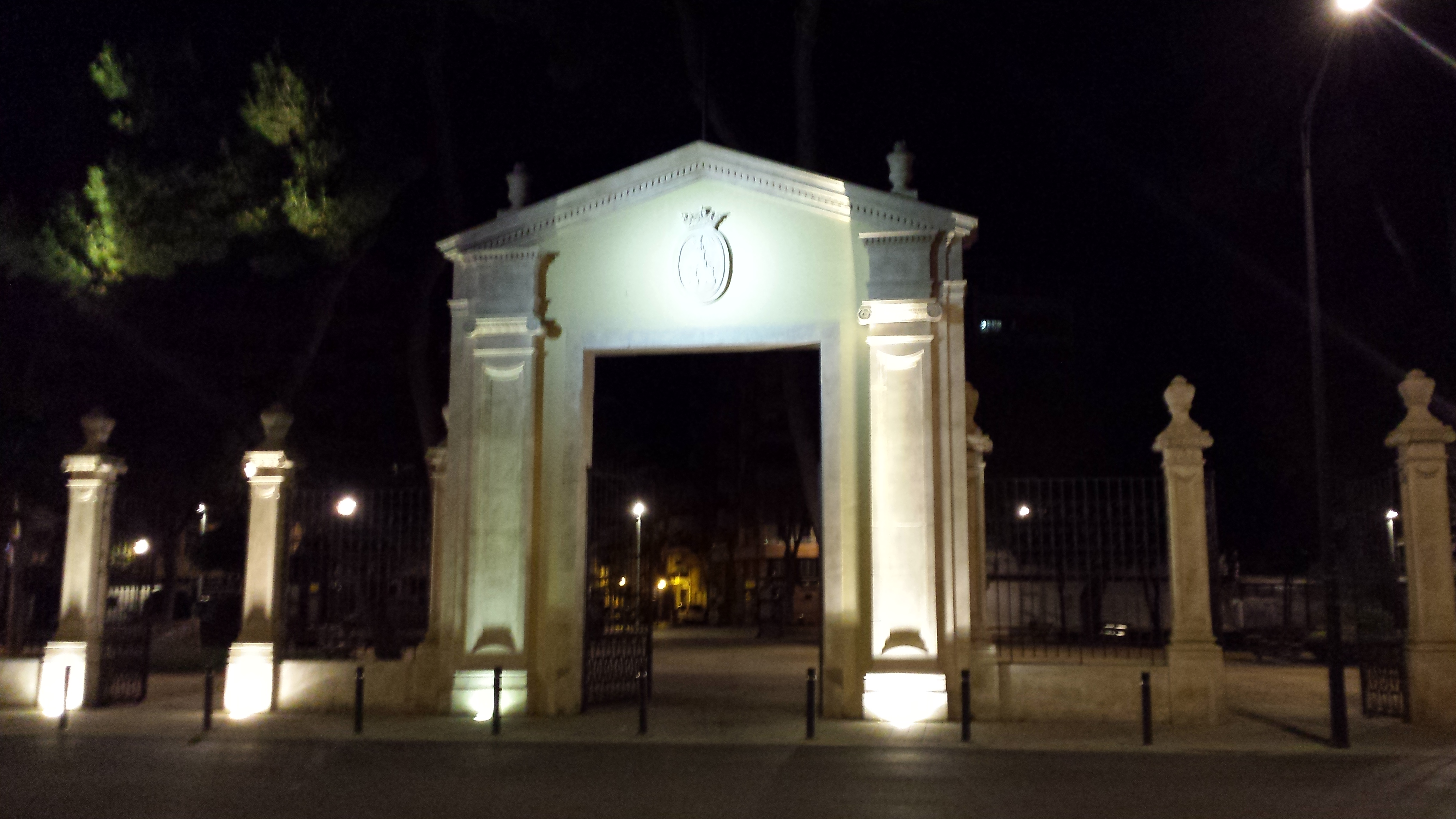
Réplica de la antigua Puerta de Hierros de Albacete, en el parque de los Jardinillos

Pero donde realmente comienza el paseo de la Feria es a partir de la calle Pedro Martínez Gutiérrez, donde comienza la gran explanada peatonal que lo configura. A mitad del paseo, a la derecha, se contempla la plaza de toros de Albacete, una de las más importantes de España, inaugurada el 9 de septiembre de 1917. Cuenta con capacidad para 12 000 espectadores y entre los festejos taurinos que se celebran en ella destaca la Feria Taurina de Albacete, cuya celebración coincide con la Feria de Albacete. Junto a la plaza de toros se encuentra el monumento a Chicuelo II, inaugurado en 1961 en homenaje al torero Manuel Jiménez Díaz Chicuelo II, que representa al torero con el capote tallado en piedra, así como el monumento a Dámaso González.
A continuación, a la derecha, se sitúa el parque de los Jardinillos, que se prolonga hasta la Caseta de los Jardinillos, al final del paseo. El parque de los Jardinillos es uno de los más antiguos y emblemáticos de la ciudad y cuenta con 12 870 metros cuadrados. Destaca su templete de estilo decimonónico ideado para la realización de conciertos al aire libre. Entre el parque y la plaza de toros, dentro del paseo, se encuentra la réplica de la original Puerta de Hierros de Albacete, destruida y sustituida en 1974 por la Puerta de Hierros actual. Esta réplica fue inaugurada el 7 de septiembre de 2010, con motivo del tercer centenario de la confirmación de la Feria de Albacete. Con un coste de 100 000 €, fue obra del servicio de arquitectura de la Diputación de Albacete y de los artesanos Lauren García y José Enrique Melero.
Aproximadamente a mitad del paseo, a la izquierda, se encuentra el edificio de la Tómbola de Cáritas, construido en 1953. Más adelante, también a la izquierda, se sitúa el Pabellón de la Feria, que acoge eventos diversos. Al final del paseo, a la derecha, se sitúa la Caseta de los Jardinillos, con su singular forma de concha, cuya reforma en 1987 le dio su aspecto definitivo. Cuenta con capacidad para 6300 espectadores: 3500 de pie, 1600 sentados y 1200 sentados en mesas, En ella se desarrollan todas las noches los clásicos conciertos de feria en los que actúan algunos de los artistas más renombrados del panorama nacional e internacional.
Bajo el paseo de la Feria se encuentra el aparcamiento subterráneo Feria, inaugurado en 2009, que cuenta con 425 plazas repartidas en dos plantas.

## Eventos

### Feria de Albacete

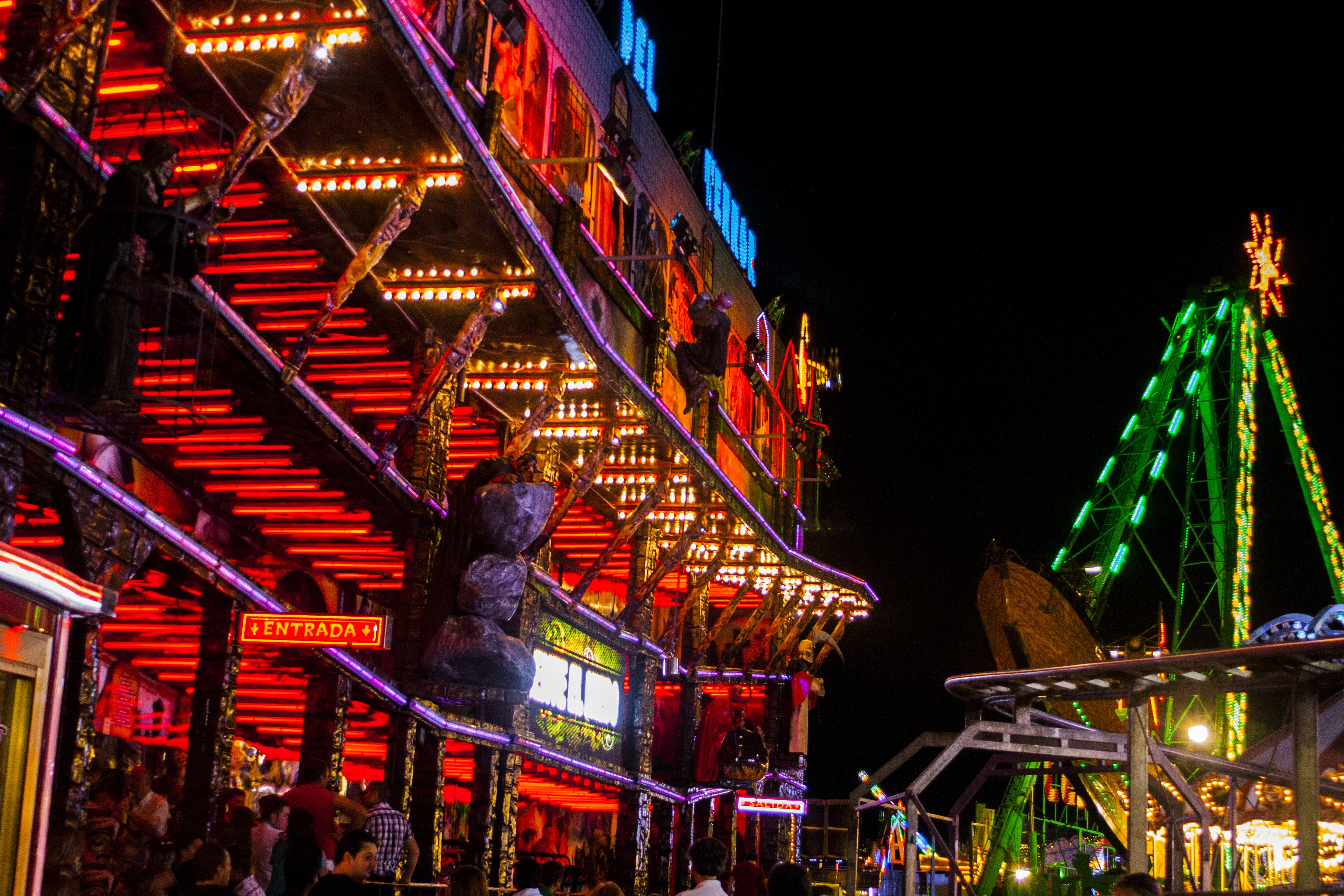
Atracciones de La Casa del Terror y El Barco durante la Feria de Albacete de 2012, en el paseo Ferial

El paseo de la Feria es una de los principales escenarios en los que se desarrolla la famosa Feria de Albacete, que tiene lugar del 7 al 17 de septiembre. Al comienzo del paseo se instalan diversos juegos y tómbolas. Destaca la Tómbola de Cáritas, tradicionalmente conocida como Tómbola de Caridad, gestionada por Cáritas con fines benéficos, con premios donados y trabajadores voluntarios. Su origen se remonta a 1953, año en que fue creada con el propósito original de construir viviendas para las clases trabajadoras. En la actualidad la recaudación se destina a ayudar a personas del entorno albaceteño que están en especiales dificultades familiares, sociales o de desempleo. Siguiendo a las tómbolas se encuentran los juegos para los más pequeños. Mezclado con esta zona infantil se encuentran puestos de comida. Enfrente de estos últimos, al lado izquierdo del paseo y pasando el típico carrusel de caballitos, se encuentran ya las atracciones para jóvenes y mayores.

### Tascas de la Feria
Durante los meses de primavera y verano (entre abril y agosto) están presentes en el paseo de la Feria las tradicionales Tascas de la Feria, en las cuales se degustan los típicos caracoles y otros platos como chorizos, morcillas o forro.

## El paseo de la Feria y la literatura
Belibasto, en Lloviendo caracoles, se refiere al paseo de la Feria como un "paseo marítimo" y lo describe del siguiente modo:

...apéndice peatonal del centro de la ciudad. A ambos lados del paseo marítimo, no hay mar. Hay enormes acantilados en forma de bastas construcciones de hormigón y ladrillo que durante los años han ido rodeando el paseo hasta acorralarlo por completo. Es como si la primera línea de playa de una ciudad mediterránea, sus edificios en vez de estar enfrentados a la inmensidad del mar, estuvieran enfrentados a un espejo. Una hilera de rascacielos frente a otra hilera de rascacielos sobresaliendo en una enorme llanura.